# Моисей (архиепископ Новгородский)
Архиепископ Моисей (в миру Митрофан; род. Новгород, в Новгородской республике — ум. 25 января 1362 года, Сковородский монастырь) — епископ Русской православной церкви, архиепископ Новгородский и Псковский.
Прославлен Русской православной церковью в лике святителей, память 25 января (7 февраля), в 3-ю Неделю по Пятидесятнице в Соборе Новгородских святых и в Соборе Псковских святых, в воскресенье после 29 июня в Соборе Тверских святых.

## Биография
Родился в Новгороде, Новгородской республики в богатой и благочестивой семье. Получил хорошее образование.
С детства отличаясь религиозностью, он, едва выйдя из отроческого возраста, тайно от родителей удалился в Тверской Отроч монастырь, где принял пострижение в монашество. Родители нашли его там и умоляли перевести его в один из новгородских монастырей, поближе к ним. Вняв просьбе родителей, перешёл в Колмов монастырь, который находился вблизи Новгорода.
Через некоторое время инок Моисей был рукоположён архиепископом Новгородским Давидом во иеромонаха, а затем возведён в сан архимандрита и назначен настоятелем Новгородского Юрьева монастыря.

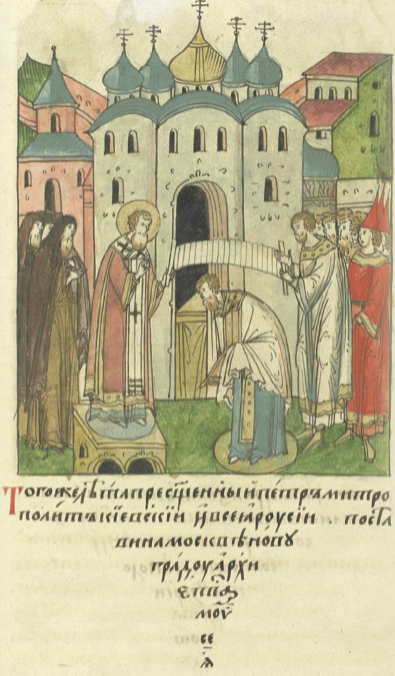
Митрополит Пётр посвящает Моисея в архиепископы Новгородские. Миниатюра из Лицевого летописного свода

В 1325 году в Москве митрополитом Петром хиротонисан во епископа Новгородского и Псковского с возведением в сан архиепископа.
В трудное время пришлось управлять Новгородской кафедрой святителю Моисею: неоднократные пожары опустошали Новгород с его многочисленными храмами; народные волнения, сопровождавшиеся грабежами, держали всех в страхе; угрожали набегами татаро-монголы, преследующие непокорных им князей.
В 1328 году вместе с тысяцким Аврамом ездил в Псков к бежавшему туда после Тверского восстания князю Александру Михайловичу, чтобы упросить его пойти в Орду, как велел хан Узбек. Александр не захотел идти к хану в ставку.

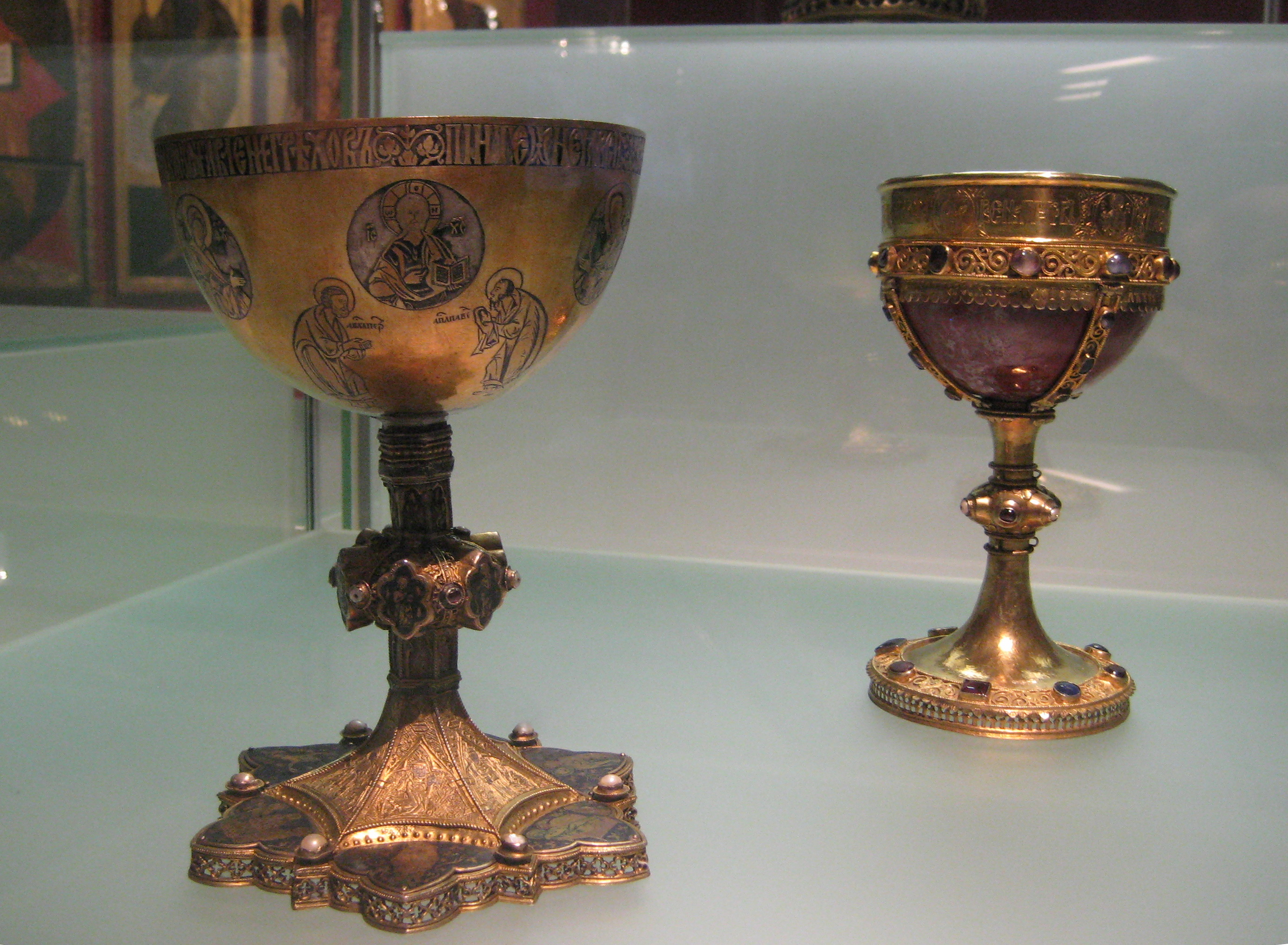
Потир архиепископа Моисея (справа). 1329 год. Чаша — до 1329 года. Новгород, Чаша — Византия (?). Серебро, сапфиры, альмандины, аметисты, жемчуг, стекла; яшма с включениями агата (diaspro fiorito); чеканка, резьба, скань, филигрань, золочение, шлифовка, полировка. Надписи ниже полосы сканого орнамента: В ЛѢТО SωЛЗ <6837 = 1329> М<ЕСЯ>ЦА МАРТА/ СОЗДАНЫ БЫША СУДЫ СI/ ХР<РИСТ>ОЛЮБИВЫМЬ АРХЕП<И>(С) <К>ОПО/МЬ НОВГОРО<Д>СКЫМ МОІСѢЕ<М>.
В настоящее время потир находится в экспозиции Оружейной палаты (зал 1, витрина 2).

Душа святителя искала иноческого уединения, и в 1330 году он удалился на покой в Колмов монастырь, где принял схиму.
С 1352 года по многочисленным и неотступным просьбам новгородцев вторично управлял Новгородской епархией.
Отличался большой любовью к храмоздательству и устройству монастырей. За период управления епархией им основаны и обновлены пять монастырей: Деревяницкий Воскресенский (1335); Богословский женский монастырь близ Новгорода (1354); Сковородский Михайловский с построением в нём каменной церкви (1355); Свято-Духовский женский в Новгороде (обновлен в 1357 году) с построением в нём храма во имя Святого Духа; Радоговицкий Успенский (1357). Кроме того, построены несколько церквей: Десятинский храм в Новгородском монастыре (1359), церковь Святого Прокопия на княжеском дворе (1359), церковь Благовещенская на Михайловской улице города Новгорода (1362).
Во все время своего святительства в Новгороде он неусыпно заботился о благе своей паствы, помогая страждущим и обидимым, призревая вдов и сирот, защищая слабых от притеснений сильных. Боролся с ересью стригольников и с ещё не вымершими в Новгороде языческими обычаями.
Архиепископ Моисей отличался особенной любовью к духовному просвещению. По его благословению были собраны писцы, которые переписали множество книг, главным образом богослужебных.
В 1354 году патриарх Константинопольский Филофей в знак глубокого почитания Моисея разрешил ему пользоваться древним преимуществом новгородских святителей — носить крещатые ризы, которые и прислал сам. Он позволил Моисею непосредственно обращаться к патриарху Константинопольскому. Император Иоанн VI Кантакузин наградил его грамотой с золотой печатью.
В 1359 году, почувствовав слабость и болезнь, удалился на покой в основанную им Сковородскую обитель, несмотря на усердные просьбы всего народа.
В год удаления его с архиепископии по случаю смены посадника в Новгороде вспыхнула смута: мятежники умертвили многих бояр, разрушили Волховский мост; три дня стояли друг против друга жители Торговой и Софийской сторон, готовясь вступить в ожесточённую схватку. Тогда к враждующим вышел святитель Моисей и, благословляя, сказал: «Дети! Не поднимайте брани, не вступайте в бой! Да не будет святым церквам и месту сему пустоты!»
Скончался он в Сковородском монастыре 25 января 1362 года. Погребён в соборном храме монастыря.

## Почитание и канонизация
Житие святителя Моисея написано по благословению святителя Новгородского Ионы иеромонахом Пахомием Логофетом.
Причислен к лику святых ранее XVII века.
19 (29) апреля 1686 года при Новгородском митрополите Корнилии обретены его нетленные мощи. В 1782 году попечением митрополита Новгородского Гавриила (Петрова) в Сковородском монастыре была устроена новая бронзовая рака и переложены в неё мощи святителя.